# Ofensiva de Tallinn
A Ofensiva de Tallinn (em russo: Таллинская наступательная операция) foi uma ofensiva estratégica do 2º Choque e 8º Exércitos do Exército Vermelho e da Frota do Báltico contra o Destacamento do Exército Alemão Narwa e unidades da Estônia na Frente Oriental da Segunda Guerra Mundial em 17–26 de setembro de 1944. Sua contraparte alemã foi o abandono do território estoniano em uma retirada com o codinome Operação Aster (alemão: Unternehmen Aster).
A ofensiva soviética começou com o 2º Exército de Choque soviético rompendo a defesa do II Corpo de Exército ao longo do rio Emajõgi, nas proximidades de Tartu. Os defensores conseguiram desacelerar o avanço soviético o suficiente para que o Destacamento do Exército Narwa fosse evacuado da Estônia continental de forma ordenada. Em 18 de setembro, o governo constitucional da Estônia capturou aos alemães os edifícios governamentais em Tallinn e a cidade foi abandonada pelas forças alemãs em 22 de setembro. A Frente de Leningrado tomou a capital e tomou o resto da Estônia continental em 26 de setembro de 1944.

## Comparação de forças
No início da ofensiva de Tallinn, em 17 de setembro, na frente de Emajõgi, o II Corpo do Exército Alemão foi reduzido a uma modesta divisão de 4 600 homens, enquanto defendia contra os 140 000 homens do 2º Exército de Choque. Embora o II Corpo de Exército praticamente não tivesse forças blindadas, a 3ª Frente Báltica implantou 300 veículos blindados. O Exército Vermelho colocou 2 569 peças de artilharia ao longo da linha de frente de 90 quilômetros, colocando 137 peças de artilharia por quilômetro contra uma artilharia alemã praticamente inexistente. Os 15 000 homens do III SS (germânico) Panzer Corps enfrentaram o 8º Exército soviético, totalizando 55 000 soldados na frente de Narva. As tropas pró-independência da Estônia somavam 2 000.